# Chad Deering
Chad Deering est un footballeur américain né le 2 septembre 1970 à Garland. Il évoluait au poste de milieu de terrain.

## Biographie
International américain, il reçoit 18 sélections et inscrit 1 but en équipe des États-Unis entre 1993 et 2000. 
Il dispute la Coupe du monde des moins de 16 ans 1987 organisée au Canada.
Il fait ensuite partie de l'équipe américaine lors de la Coupe du monde 1998. Lors du mondial qui se déroule en France, il ne joue qu'un seul match, face à l'Allemagne.

## Carrière
- 1990-1993 :  Werder Brême
- 1993-1994 :  FC Schalke 04
- 1994 :  Rosenborg Ballklub
- 1995-1996 :  Kickers 1946 Emden
- 1996-1998 :  VfL Wolfsburg
- 1998-2003 :  FC Dallas
- 2004 :  DFW Tornados[3]